# Аззан
Аззан (араб. عزان‎; англ. Azzan) — древний город на юге Йемена, расположенный примерно в 125 км к юго-востоку от провинциальной столицы Атак, и около 135 км от города-порта Эль-Мукалла. Аззан является соседом города Хаббан и одним из самых живописных городов мухафазы Шабва - с высокими домами из глины окрашенными известью в белый цвет и в окружении пальм. Через город проходит грунтовая дорога, соединяющая города Эль-Бейда - Хаббан - Бир-Али - Эль-Мукалла. Когда-то по этому важному маршруту именуемому Путём Благовоний следовали караваны из Омана на Средиземное море. Тогда Аззан был важным пунктом пути и рынком, но сегодня потерял это значение.
Климат в Аззане сухой, зависит от пустыни, с очень высокими летними температурами близки к достижению 50 градусов Цельсия.

## История города

### СтолицаСултаната Вахиди Аззан
В прошлом Аззан был на территории Вахидского Султаната Бальхаф (иногда просто Султанат Вахиди) со столицей Хаббан. В 1830 году, после периода правления султана Абдаллаха бин Ахмада аль-Вахиди (1810—1830), единый султанат был поделён между его родственниками на четыре части:
1. Султанат Вахиди Бальхаф
2. Султанат Вахиди Аззан со столицей Аззан
3. Вилайет Вахиди Бир Али Амакин со столицей в Бир Али
4. Султанат Вахиди Хаббан.

После этого начался постепенный обратный процесс: уже 4 мая 1881 года, когда во главе Султаната Вахиди Бальхаф стал султан Абдалла Умар, султанаты Вахиди Аззан и Вахиди Бальхаф объединились в один султанат Бальхаф ва Аззан Аль-Вахиди.

### Времена «Аль-Каиды»
- 1 июня 2011 года - Моджахеды «Аль-Каиды» в Йемене заняли новый крупный город Аззан, располагающийся в юго-восточной провинции Йемена Шабва.[1] Город Аззан расположен на юге провинции между городами ар-Равда и Майфаа.[1] «После ожесточенных боев с правительственными войсками бойцам «Аль-Каиды на Аравийском полуострове» («АКАП») удалось[1] 1 июня 2001 года захватить целый город Аззан, находящийся в юго-восточной провинции Шабва, они объявили, что город Аззан присоединяется к их Исламскому Эмирату», — рассказал один из местных чиновников.[1] Некоторые племенные лидеры, а также местные жители в ходе телефонных разговоров с журналистами агентства «Синьхуа» подтвердили эту новость.[1] Племенные лидеры заявили, что в настоящее время моджахеды «Аль-Каиды» проявляют очень высокую активность из-за слабого присутствия сил безопасности, которые были переброшены в крупные города для подавления акций протеста и племенных бунтов.[1]
- 10 июня 2011 года - Жители мухафазы Шабва рассказали, что моджахеды «Аль-Каиды», а также местные добровольцы создали несколько контрольно-пропускных пунктов на пути к близлежащей мухафазе Хадрамаут. Кроме того под контролем бойцов «Аль-Каиды» находятся города Равда, Аззан и Хавта.[2]